# Classification clinique des malades aux urgences
La classification clinique des malades aux urgences, couramment abrégée par le sigle CCMU, est une codification évaluant l’état du patient aux urgences, son niveau de gravité clinique ainsi que son pronostic médical.
La CCMU a été modifiée pour rajouter 2 classes de degrés de gravité du patient.
Cette évaluation est déterminée à la fin de l’interrogatoire du bilan des fonctions vitales et de l’examen clinique (ECG, EVA, SPO2, Dextro, bandelette urinaire, etc.) par le médecin des urgences ou du SAMU/SMUR.

## Classification
Ci-après les 7 classes CCMU codifiant l’état du patient avec des exemples de suspicions de diagnostics :
- CCMU P : Patient présentant/souffrant d’un problème psychologique et/ou  psychiatrie dominant en l’absence de toute pathologie somatique instable associée.
- CCMU 1 : État clinique jugé stable. Abstention d’acte complémentaire diagnostique ou thérapeutique. Examen clinique simple.

ex. : angine, malaise vagal non symptomatique, plaie sans suture, otite…
- CCMU 2 : État lésionnel et/ou pronostic fonctionnel stable. Décision d’acte complémentaire diagnostique (Prise de sang, Radiographie conventionnelle) ou thérapeutique (suture, réduction) à réaliser par le SMUR ou un service d’urgences.

Exemple : hypotension, entorse, plaie simple à suturer, fracture fermée..
- CCMU 3 : État lésionnel et/ou pronostic fonctionnel jugé pouvant s’aggraver aux urgences ou durant l’intervention SMUR, sans mise en jeu du pronostic vital.

Exemple : Malaise mal étiqueté, angor, douleur thoracique, respiratoire ou circulatoire, AVC, fracture ouverte…
- CCMU 4 : Situation pathologique engageant le pronostic vital sans gestes de réanimation immédiat.
- CCMU 5 : Pronostic vital engagé. Prise en charge comportant la pratique immédiate de manœuvres de réanimation.
- CCMU D : Patient déjà décédé à l’arrivée du SMUR ou du service des urgences. Pas de réanimation entreprise.